# Luce nelle tenebre
Luce nelle tenebre è un film del 1941 diretto da Mario Mattoli

## Trama
Alberto Serrani, ingegnere minerario, conosce le figlie di un medico,
Marina, dolce e semplice, l'altra Clara torbida e frivola, della quale si innamora immediatamente.
Alberto parte per raggiungere il luogo del suo lavoro, all'estero, per dirigere un'azienda mineraria, durante un sopralluogo è vittima di un incidente e perde la vista, mentre la fidanzata Clara lo tradisce in Italia con un musicista, Sartori.
Al ritorno in patria, l'ingegnere trova ad accoglierlo solo Marina che prende la parte della sorella fuggita con Sartori, lo assiste amorevolmente e lo sostiene nel momento del ricovero in ospedale, per l'intervento chirurgico agli occhi.
L'operazione agli occhi avrà esito positivo, Alberto scoprirà la verità su Marina e la sposerà.

## Produzione
Il film fu girato negli stabilimenti del S.A.F.A. Palatino a Roma.

### IFilm che parlano al vostro cuore
Con questo film Mario Mattoli, iniziò il ciclo dei Film che parlano al vostro cuore, nei quali il dramma, la malinconia, le incomprensioni e il lieto fine saranno gli ingredienti più comuni.
Realizzata durante un periodo di piena guerra mondiale, in particolare durante l'ultima fase del regime, la tetralogia di Mario Mattoli comprendeva oltre a questo film anche Catene invisibili (1942), Labbra serrate (1942) e Stasera niente di nuovo (1942).
Moderna anche la centralità dei personaggi femminili che fino a quel momento non costituiva una prerogativa dei melodrammi dell'epoca.

## Distribuzione
Il film fu distribuito nelle sale cinematografiche italiane il 12 luglio del 1941.

## Accoglienza

### Critica
Giuseppe Isani, sulle pagine di Cinema,  n° 128 del 25 ottobre 1941, scrive "La Valli, finalmente in una parte che sembra tagliata apposta per lei, porta nella finzione scenica tanta passione, tanta delicata recitazione da meritarsi una lode a pieni voti..."